# Janežovski Vrh
Janežovski Vrh je naselje v Občini Destrnik.